# Malden, Massachusetts
Malden là một thành phố thuộc quận Middlesex trong tiểu bang thịnh vượng chung Massachusetts, Hoa Kỳ. Thành phố có tổng diện tích  km², trong đó diện tích đất là  km². Theo điều tra dân số Hoa Kỳ năm 2010, thành phố có dân số 59.450người. Năm 2009, Malden đã được bầu chọn là "Nơi tốt nhất để nuôi dạy con của bạn" ở Massachusetts theo bầu chọn của tạp chí Bloomberg Businessweek.